# Monika Spiess

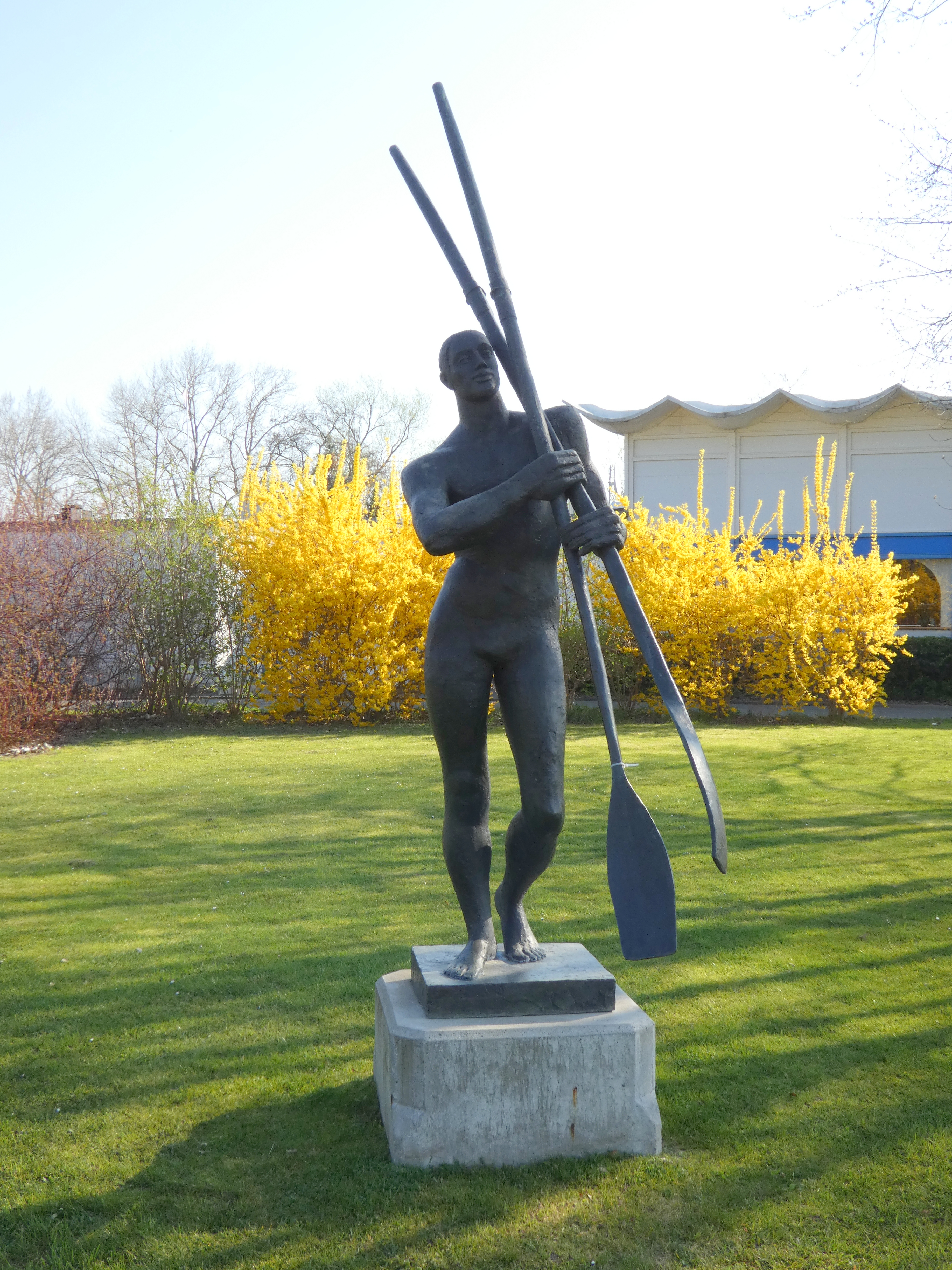
Ruderer, Regattastrecke Beetzsee, Brandenburg an der Havel

Monika Spiess (* 12. Februar 1942 in Magdeburg) ist eine deutsche Bildhauerin.

## Leben und Wirken
Monika Spiess machte ihr künstlerisches Abitur an der Arbeiter-und-Bauern-Fakultät an der Kunsthochschule Dresden, wo sie 1961 ihren Ehemann Emil Spiess kennenlernte. Beide heirateten zwei Jahre später und zogen nach Brandenburg (Havel). Dort arbeitete Monika Spiess von 1963 bis 1966 als Fachmethodikerin beim Rat des Kreises. Von 1966 bis 1971 studierte sie bei Walter Arnold und Gert Jaeger an der Hochschule für Bildende Künste Dresden Plastik. 1977 zog die Familie nach Klein Kreutz. Ihr Atelier hatte sie gemeinsam mit ihrem Mann im Getriebewerk Brandenburg. Monika Spiess unternahm Studienreisen in die UdSSR und nach Ungarn und 1974 eine mehrmonatige Schiffsreise nach Lateinamerika. Sie war bis 1990 Mitglied des Verbands Bildender Künstler der DDR.
Nach der deutschen Wiedervereinigung gab die Künstlerfamilie das Atelier im Getriebewerk auf, die Aufträge brachen ein. Nur zwei Arbeiten konnte sie ausführen, darunter die Sanierung eines mehretagigen Keramikbrunnens in der Grünanlage des Hospizes in der Brandenburger Bauhofstraße.
Monika Spiess übernahm ABM-Aufgaben. Sie arbeitete als Sozialarbeiterin in einem Frauen- und Familienzentrum und an einer Schule, wo sie den Teilnehmern vor allem das Kunstverständnis näher brachte. Seit 1997 ist sie Rentnerin, arbeitet aber weiterhin als Bildhauerin mit Keramiken im Atelier in ihrem Haus in Klein Kreutz. Sie hat sich auf Kleinplastiken mit reduzierten Formen spezialisiert.
Seit dem Tod ihres Mannes kümmert sie sich um die Präsentation seiner Werke. So entstand unter anderem die Ausstellung Emil Spiess – Ein Leben für die Kunst (24. April bis 5. Juli 2019) in der Kunsthalle Brennabor, durch welche Monika Spies Besucher führte.
Monika Spiess hat zwei Söhne: Marc und Jan (* 1967). Marc wurde Musiker, Jan wurde wie sein Vater Maler und Grafiker.

## Werke (Auswahl)

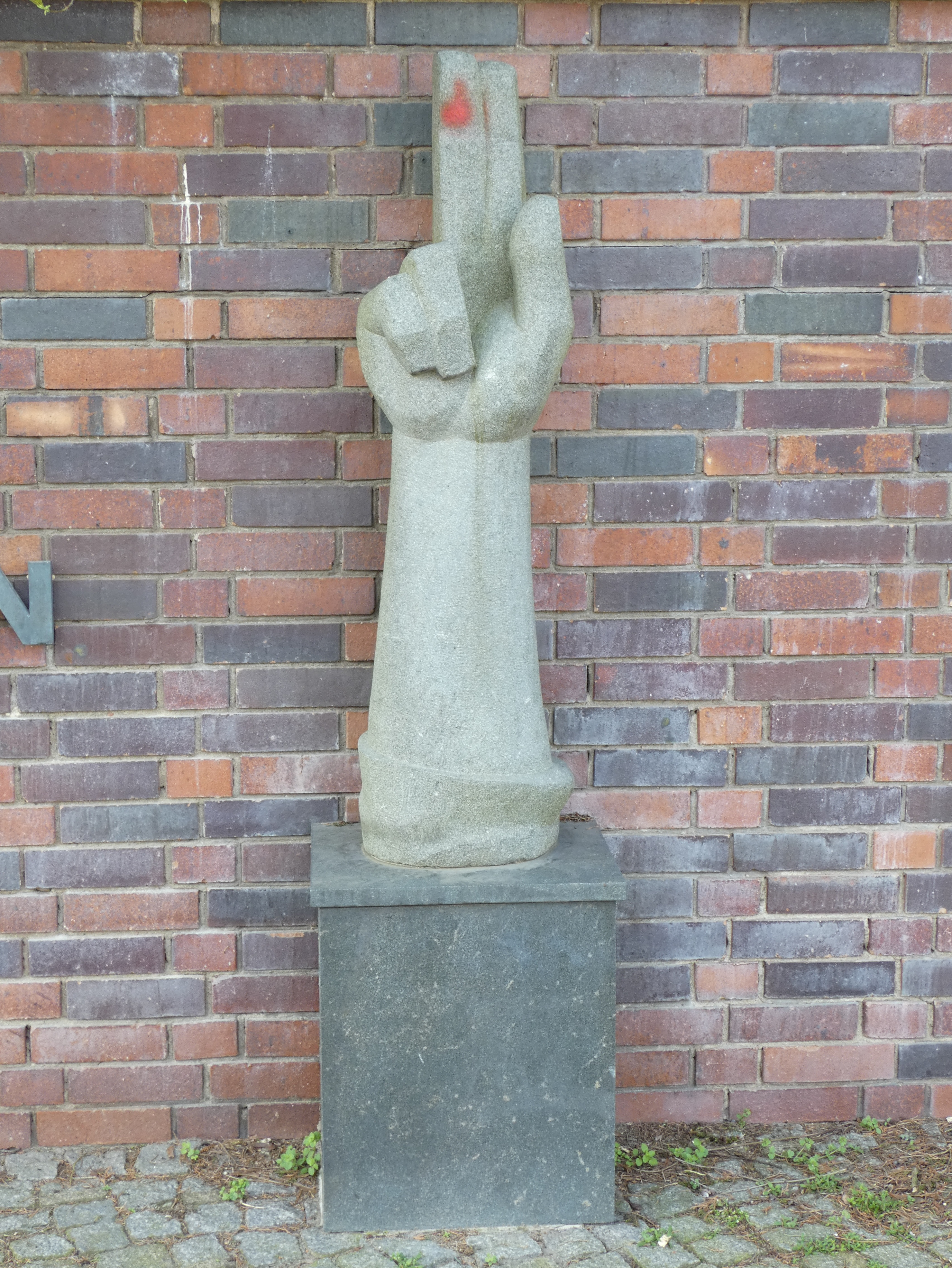
Schwurhand, Ehrenmal für die im Zuchthaus Brandenburg-Görden hingerichteten antifaschistischen Widerstandskämpfer, Brandenburg an der Havel

- um 1975: Schwurhand, Ehrenmal für die im Zuchthaus Brandenburg-Görden hingerichteten antifaschistischen Widerstandskämpfer, Brandenburg an der Havel[5] 
Ein Abguss dieser Schwurhand wurde im Gedenkraum des Zuchthauses aufgestellt.[6]
- 1976: Ruderer, Bronze, Regattastrecke Beetzsee, Brandenburg an der Havel
- um 1980: Vogelstele (Tränke), Zementguss, Höhe 240 Zentimeter, Zeppelinstraße 168/Erweiterter Uferbereich Neustädter Havelbucht, Potsdam[7]
- 1984: Menschensäule, Beton, am Bürgerhaus Hohenstücken, Brandenburg an der Havel[3]
- 1986: Mutter mit Kind, Bronze, am Bürgerhaus Hohenstücken, Brandenburg an der Havel
- 1987: Vogelbaum. Ein als Vogeltränke aus Beton geformtes Vogelnest wurde zur Verschönerung des Neubaugebietes Frankfurter Allee Süd aufgestellt.[8]
- 1990: Vogeltränke mit Vogelpaar, 1990, Bronze, Gelände des Martha-Piter-Heims, Tschirchdamm, Brandenburg an der Havel[9]

## Ausstellungen (unvollständig)

### Personalausstellungen (jeweils mit Emil Spiess)
- 1976 und 1983: Potsdam
- 1983: Brandenburg an der Havel

### Teilnahme an zentralen und wichtigen regionalen Ausstellungen in der DDR
- 1973: Leipzig, Messehaus am Markt („Kunst und Sport“)
- 1974, 1979, 1981 und 1984: Potsdam, Bezirkskunstausstellungen
- 1981: Potsdam (Kunstausstellung zum X. Parteitag der SED)
- 1985: Potsdam, Bezirkskunstausstellung
- 1987: Dresden, Galerie Rähnitzgasse („Wirklichkeit und Bildhauerzeichnung“)